# 第1次ミハイル・フラトコフ内閣
第1次ミハイル・フラトコフ内閣 (Первое правительство М. Е. Фрадкова、2004年3月 - 5月) はロシア連邦の政府。2004年2月24日にウラジーミル・プーチン大統領によって解散されたミハイル・カシヤノフ内閣に続いて組閣され、2004年ロシア大統領選挙で再選されたプーチンの就任後、第2次ミハイル・フラトコフ内閣に引き継がれた。
2004年3月5日に議会の承認を得、プーチン大統領によって指名されたミハイル・フラトコフ首相によって率いられた。他の16人の大臣は3月9日に首相から指名され、うち7名は前カシヤノフ内閣と同じ顔ぶれであった。閣僚の入れ替え、辞任なしに5月7日まで続いた。臨時内閣としての性格が強く、数日後に若干の人事異動を行ったうえで、第2次フラトコフ内閣に引き継がれた。

## 閣僚
| 職名                   | 氏名 | 氏名                       | 任期                   | 備考 |
| ---------------------- | ---- | -------------------------- | ---------------------- | ---- |
| 首相                   |      | ミハイル・フラトコフ       | 2004年3月5日 – 5月12日 |      |
| 副首相                 |      | アレクサンドル・ジューコフ | 2004年3月9日 - 5月20日 |      |
| 内務大臣               |      | ラシド・ヌルガリエフ       | 2004年3月9日 - 5月20日 |      |
| 非常事態大臣           |      | セルゲイ・ショイグ         | 2004年3月9日 - 5月20日 |      |
| 保健・福祉大臣         |      | ミハイル・ズラボフ         | 2004年3月9日 - 5月20日 |      |
| 外務大臣               |      | セルゲイ・ラブロフ         | 2004年3月9日 - 5月20日 |      |
| 文化・マスメディア大臣 |      | アレクサンドル・ソコロフ   | 2004年3月9日 - 5月20日 |      |
| 国防大臣               |      | セルゲイ・イワノフ         | 2004年3月9日 - 5月20日 |      |
| 教育科学大臣           |      | アンドレイ・フルセンコ     | 2004年3月9日 - 5月20日 |      |
| 天然資源大臣           |      | ユーリ・トルトネフ         | 2004年3月9日 - 5月20日 |      |
| 農業・漁業大臣         |      | アレクセイ・ゴルデーエフ   | 2004年3月9日 - 5月20日 |      |
| エネルギー・産業大臣   |      | ヴィクトル・フリステンコ   | 2004年3月9日 - 5月20日 |      |
| 通信・運輸大臣         |      | イーゴリ・レヴィチン       | 2004年3月9日 - 5月20日 |      |
| 財務大臣               |      | アレクセイ・クドリン       | 2004年3月9日 - 5月20日 |      |
| 経済発展・貿易大臣     |      | ゲルマン・グレフ           | 2004年3月9日 - 5月20日 |      |
| 司法大臣               |      | ユーリ・チャイカ           | 2004年3月9日 - 5月20日 |      |
| 官房長官               |      | ドミトリー・コザク         | 2004年3月9日 - 5月20日 |      |